# Lipinia venemai
Espèce
Lipinia venemai est une espèce de sauriens de la famille des Scincidae.

## Répartition
Cette espèce est endémique de Nouvelle-Guinée occidentale en Indonésie.

## Description
C'est un saurien vivipare.

## Publication originale
- Brongersma, 1953 : Notes on New Guinean reptiles and amphibians. II. Proceedings Koninklijke Nederlandsche Akademie van Wetenschappen, Amsterdam, vol. 56, p. 137-142.